# Lascahobas (kommun)
Lascahobas är en kommun i Haiti.   Den ligger i departementet Centre, i den centrala delen av landet, 50 km nordost om huvudstaden Port-au-Prince.